# Касик багряногузий
Касик багряногузий (Cacicus uropygialis) — вид горобцеподібних птахів родини трупіалових (Icteridae). Мешкає в Південній Америці. Раніше вважався конспецифічним з середнім касиком.

## Опис
Довжина самців становить 28-30 см, вага 68-70 г, довжина самиць 24 см, вага 53-54 г. Забарвлення переважно чорне, на нижній частині спині і верхній частині надхвістя яскраво-червона пляма. Очі блакитні, дзьоб міцний, гострий, блідо-жовтий. Крила відносно довгі, хвіст короткий.

## Поширення і екологія
Багоряногузі касики мешкають на східних схилах Анд у Венесуелі, Колумбії, Еквадорі і Перу, а також в горах Сьєрра-де-Періха на кордоні Колумбії і Венесуели. Вони живуть у вологих гірських і хмарних тропічних лісах з густим підліском і великою кількістю епіфітів. Зустрічаються невеликими зграйками, на висоті від 1000 до 2450 м над рівнем моря. Часто приєднуються до змішаних зграй птахів. Живляться великими комахами, павуками і дрібними хребетними, а також плодами. Гніздяться поодинці. Гнізда великі, мішечкоподібні, довжиною 36-64 см, робляться з переплетених гілок і трави, підвішуються на дереві. В кладці 2 білих яйця, поцяткованих темними плямами. Насиджують самиці, за пташенятами доглядають і самиці, і самці. 